# 15 cm SK C/28
Il 15 cm SK C/28 era un cannone navale tedesco della seconda guerra mondiale da 150 mm.
Venne usato come armamento secondario su tutte le classi di corazzate tedesche (incluse le "corazzate tascabili") prodotte tra la fine degli anni '20 e l'inizio degli anni '40 e come cannone da costa. Alcune bocche da fuoco furono adattate agli affusti del 21 cm Mörser 18 ottenendo il cannone da assedio 15 cm Schiffskanone C/28 in Mörserlafette.

## Dati tecnici

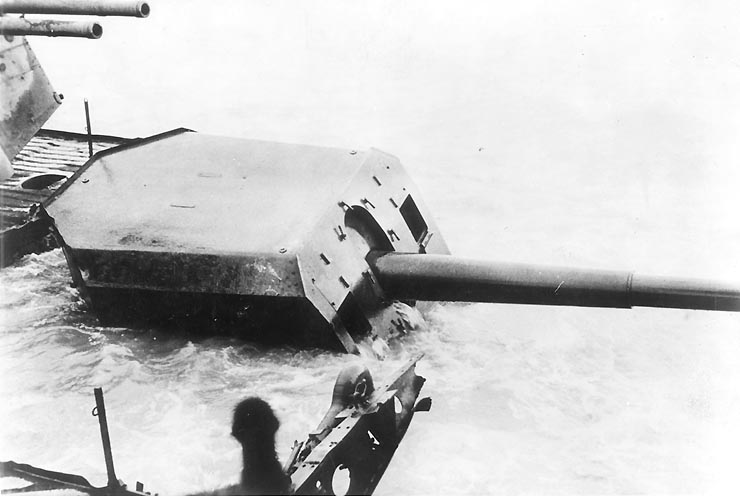
Un Sk-C/28 montato sull'incrociatore Admiral Graf Spee.

Venne realizzato in diversi tipi di installazione: sulle corazzate tascabili (incrociatori) erano montate otto postazioni con singolo cannone, sugli incrociatori da battaglia tipo Scharnhorst vi erano 12 pezzi in quattro torrette singole e quattro doppie, mentre sulle navi della classe Bismarck (Bismarck e Tirpitz) ne furono montati due tipi, entrambi a doppio cannone: il primo era posto nel mezzo della nave tra due dell'altro tipo ed era equipaggiato con dei telemetri di tiro, il secondo era situato agli estremi ed aveva solo un periscopio.
Le torrette avevano una lunghezza di circa 11 m con un peso di 116 t nella versione con telemetri e 108 in quella senza; l'elevazione andava dai -10º sotto l'orizzonte ai +40º, la velocità di elevazione era di 8º al secondo, l'angolo di giro andava da +80º a -80º e la velocità di rotazione era di 9º al secondo.
Il pezzo aveva una cadenza di tiro di 6-8 colpi al minuto con una gittata massima di 23 km; utilizzava granate esplosive e perforanti di circa 45 kg con una velocità iniziale di circa 875 m/s, degli stessi tipi impiegati sul 38 cm SK C/34.
Rispetto al modello precedente da cui derivava, il 15 cm SK C/25, aveva la bocca da fuoco più corta (55 calibri contro 60) ma non perdeva molto in caratteristiche balistiche e la durata della canna era superiore.
Come tutti i pezzi tedeschi da 15 cm, era più debole dei corrispondenti pezzi esteri da 6 pollici (152 mm) perché sparava una granata più leggera (45 kg contro i 50 e oltre degli altri tipi), anche se non aveva nulla da invidiare agli avversari quanto a gittata e precisione, come peraltro era tipico di tutte le artiglierie tedesche.